# Рикади
Рика̀ди (на италиански: Ricadi) е малко градче и община в Южна Италия, провинция Вибо Валентия, регион Калабрия. Разположено е на 284 m надморска височина. Населението на общината е 4954 души (към 2012 г.).